# Parc naturel du Lit majeur du Prut inférieur
Le parc naturel du Lit majeur du Prut inférieur (en roumain: Parcul natural « Lunca Josă a Prutului Inferior ») est une aire protégée située en Roumanie, dans la région historique de Moldavie occidentale, sur le territoire du județ de Galați.

## Localisation
Le parc naturel est situé sur le cours inférieur de la rivière Prut, dans la partie nord-est du județ de Galați, sur le territoire administratif des communes Berești-Meria, Nicorești, Cavadinești, Oancea, Suceveni, Vlădești, Tulucești et Vânători, face-à-face avec la réserve scientifique du Bas-Prut (en roumain Rezervația științifică Prutul de Jos) qui le prolonge de l'autre côté de la frontière et sur l'autre rive du Prut, en République de Moldavie.

## Description
Le parc naturel du « Lit majeur du Prut inférieur » a une superficie de 8 247 ha et a été déclaré aire protégée par la Décision du Gouvernement numéro 2151 du 30 novembre 2004 (publié dans Monitorul Oficial numéro 38 du 12 janvier 2005). Il couvre une zone humide (marais, canaux, plaine d'inondation, des lacs, marécages) d'importance internationale pour habitats de la sauvagine, mammifères, poissons et les espèces végétales.